# Langues aborigènes d'Australie
Les langues aborigènes d'Australie regroupent de nombreuses familles de langues et isolats d'Australie et des îles alentour, exception faite de la Tasmanie.

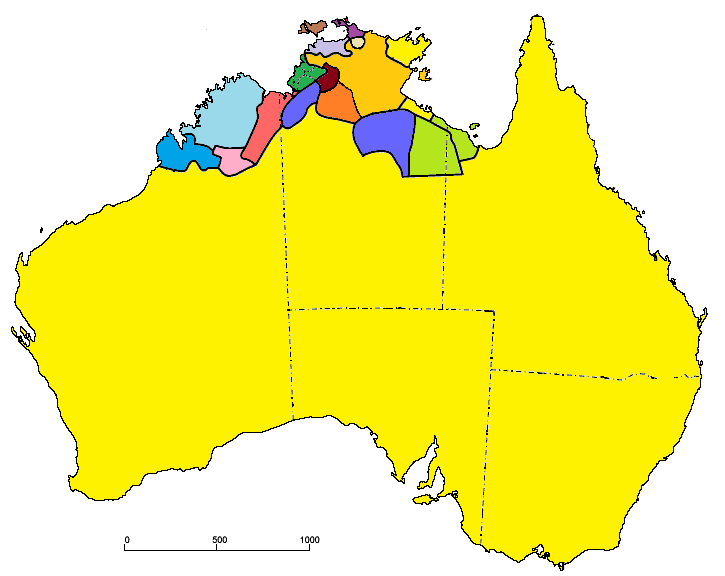
Familles de langues aborigènes. D'ouest en est :
bunuban ;
Mindy (deux aires de répartition) ;
daly (quatre familles) ;
et ;
langues pama-nyungan (trois aires de répartition).

## Classification
La plupart des langues aborigènes sont regroupées dans la famille des langues pama-nyungan, présente dans 90 % de l'Australie continentale. Les autres se répartissent en 27 autres familles, présentes seulement dans l'extrême nord,.

## Situation
Ces langues, plusieurs centaines il y a trois siècles, sont pour la plupart disparues ou en voie de disparition. Comme elles n'avaient pas de tradition écrite et que beaucoup n'ont pas été étudiées par les linguistes, les relations entre elles ne sont pas très claires, mais de nombreuses études s'efforcent d'améliorer notre connaissance dans ce domaine.

### Tasmanie
Les aborigènes de Tasmanie ont très tôt été presque tous exterminés par les colons, et leurs langues, les langues tasmaniennes, n'ont été que très partiellement observées. Séparés de l'Australie, les habitants de la Tasmanie n'auraient pas eu de contact extérieur à leur île pendant près de 10 000 ans. On sait trop peu de choses sur les langues qu'ils parlaient pour pouvoir les classer ou les comparer à leurs voisines, en dépit des similitudes phonologiques que l'on peut retrouver.
Cependant, le palawa kani est une langue reconstituée recréée à partir des langues tasmaniennes, qui est de plus en plus enseignée aux habitants tasmaniens.

### Australie

Proportion de la population parlant des langues aborigènes lors du recensement de 2011.

Lorsque les Britanniques ont commencé à coloniser le continent australien, il existait entre 250 et 750 langues aborigènes distinctes. Parmi les langues australiennes encore utilisées, moins d’une dizaine sont parlées par plus d'un millier de locuteurs :
- l’alyawarra (1 500 locuteurs) dans le Territoire du Nord et le Queensland ;
- l’anindilyakwa (en) (1 000 locuteurs) dans le Territoire du Nord et le golfe de Carpenterie ;
- l’arunta de l’Ouest (en) (1 000 locuteurs) et l’arunta de l’Est (1500-2000) dans le Territoire du Nord ;
- le kalawlagawya (en) (3 000 à 4 000 locuteurs) dans les îles du détroit de Torres et dans le Queensland ;
- le murrinbata (en) (1 000 locuteurs) dans le Territoire du Nord ;
- le pitjantjara (2 500 locuteurs) en Australie-Méridionale ;
- le warlpiri (3 000 locuteurs) dans le Territoire du Nord ;
- le wik-mungkan (1 000 locuteurs) dans le Queensland.

De nombreuses langues aborigènes ne sont plus parlées aujourd'hui que par un très petit nombre de locuteurs et risquent de tomber dans l'oubli de manière imminente. C'est par exemple le cas du kuuk-thaayore qui a encore 24 locuteurs dans la péninsule du cap York. D'autres, telles le gaagudju ou le mbabaram, ne comptent déjà plus aucun locuteur, mais elles ont été recueillies avant de disparaître. Dans le cadre de la renaissance culturelle aborigène, de nombreuses communautés aborigènes s'engagent aujourd'hui dans des programmes de sauvegarde ou de restauration de leur langue propre.

## Points communs

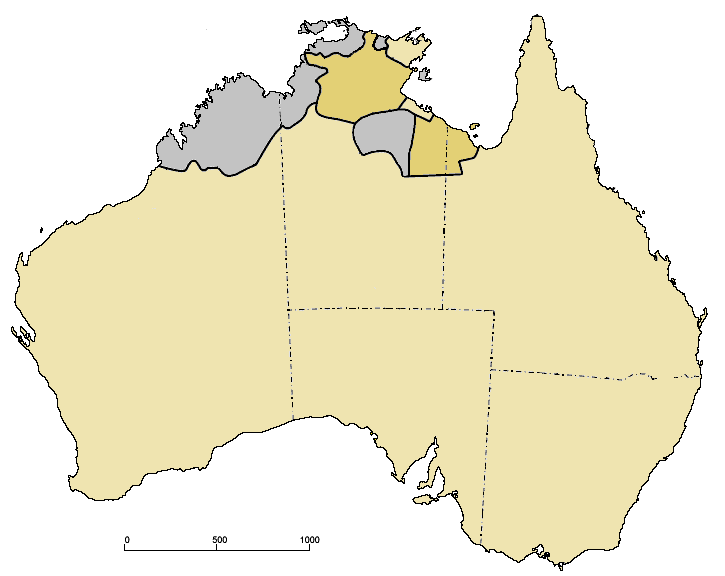
Situation linguistique en Australie : en jaune clair la famille pama-nyungan, en jaune foncé les familles qui y sont peut-être rattachées, en gris les familles non apparentées.

Les langues d'Australie, en dépit de leurs différences, partagent une partie de leur vocabulaire et de leur phonologie. On retrouve par exemple le plus souvent 3 voyelles, une absence de distinction entre les consonnes sourdes et voisées, une absence de fricatives, plusieurs r, des plosives, des nasales, des latérales, chacune pouvant être labiale (p, m), dentale (th, nh, lh), alvéolaire (t, n, l), rétroflexe (rt, rn, rl), palatale (ty, ny, ly) ou vélaire (k, ng).
Parmi les traits morpho-syntaxiques communs à ces langues, il y a entre autres la fréquente utilisation de la reduplication, la présence d'un duel et d'un pluriel, ainsi que pour certaines d'entre elles d'un inclusif et d'un exclusif. C'est par exemple le cas du kalawlagawya (en) (Îles du détroit de Torres et Queensland) qui selon les sources est classé comme appartenant à la famille des langues aborigènes, ou à celle des langues papoues avec un substrat aborigène.
Sur le plan socio-linguistique, nombre des langues d'Australie se caractérisent par l'existence de « langues cérémonielles », registre particulier réservé aux initiés comme le damin (en), utilisé par les Aborigènes du golfe de Carpentarie et de l'île Mornington.